# Waalse Kerk (Haarlem)
De Waalse Kerk (Église Wallonne) is een Waalse kerk op het Begijnhof in Haarlem. Het is de oudste kerk van Haarlem, gebouwd in 1348 en een rijksmonument. Het was voor de reformatie een katholieke kerk met de naam Begijnhofkapel.

## Historie
De Waalse Kerk, gebouwd in 1348, is samen met de Janskerk een van de oudste kerken van Haarlem. Rond 1400 werd het koor verhoogd en zijn er fresco's aangebracht. De ingang met een driehoekig fronton en guirlande is uit 1670. Omdat Haarlem zwaar geleden had onder het beleg door de Spanjaarden schonken de Staten van Holland in 1586 alle door hen geconfisqueerde katholieke bezittingen aan de stad Haarlem als compensatie voor de schade. Het stadsbestuur van Haarlem wees de voormalige Begijnhofkapel toe aan de Franstalige protestanten die er vanaf 1590 diensten hielden in hun eigen taal.
De Waalse kerk was een echte vluchtelingenkerk: in de 16e eeuw waren Vlaamse protestanten op de vlucht geslagen voor de heersende katholieke Spanjaarden. De Spaanse overheid stelde hun de keuze: zich bekeren tot het katholieke geloof of vertrekken. Meer dan honderdduizend protestanten kozen voor de laatste optie. Zo'n 20.000 vluchtelingen kwamen in Haarlem terecht, waaronder ook Franstalige Walen. In de 17e eeuw kwamen de hugenoten naar Nederland nadat de Franse overheid in 1685 het Edict van Nantes had ingetrokken. Daarmee kwam er een einde aan de geloofsvrijheid en ontstond er een grote vluchtelingenstroom. Zo'n tweeduizend Franse hugenoten vestigden zich in Haarlem en sloten zich aan bij de Waalse kerk.

## Orgel
Het kerkorgel is in 1808 gemaakt door de Goudse orgelbouwer Johannes Caspar Friedrichs ter vervanging van een orgel dat naar Ouderkerk aan de Amstel werd verkocht. Wijzigingen en restauraties kwamen gereed in 1875, 1924, 1965 en 2008. Het instrument heeft twee manualen, 24 registers en een aangehangen pedaal.

## Fotogalerij

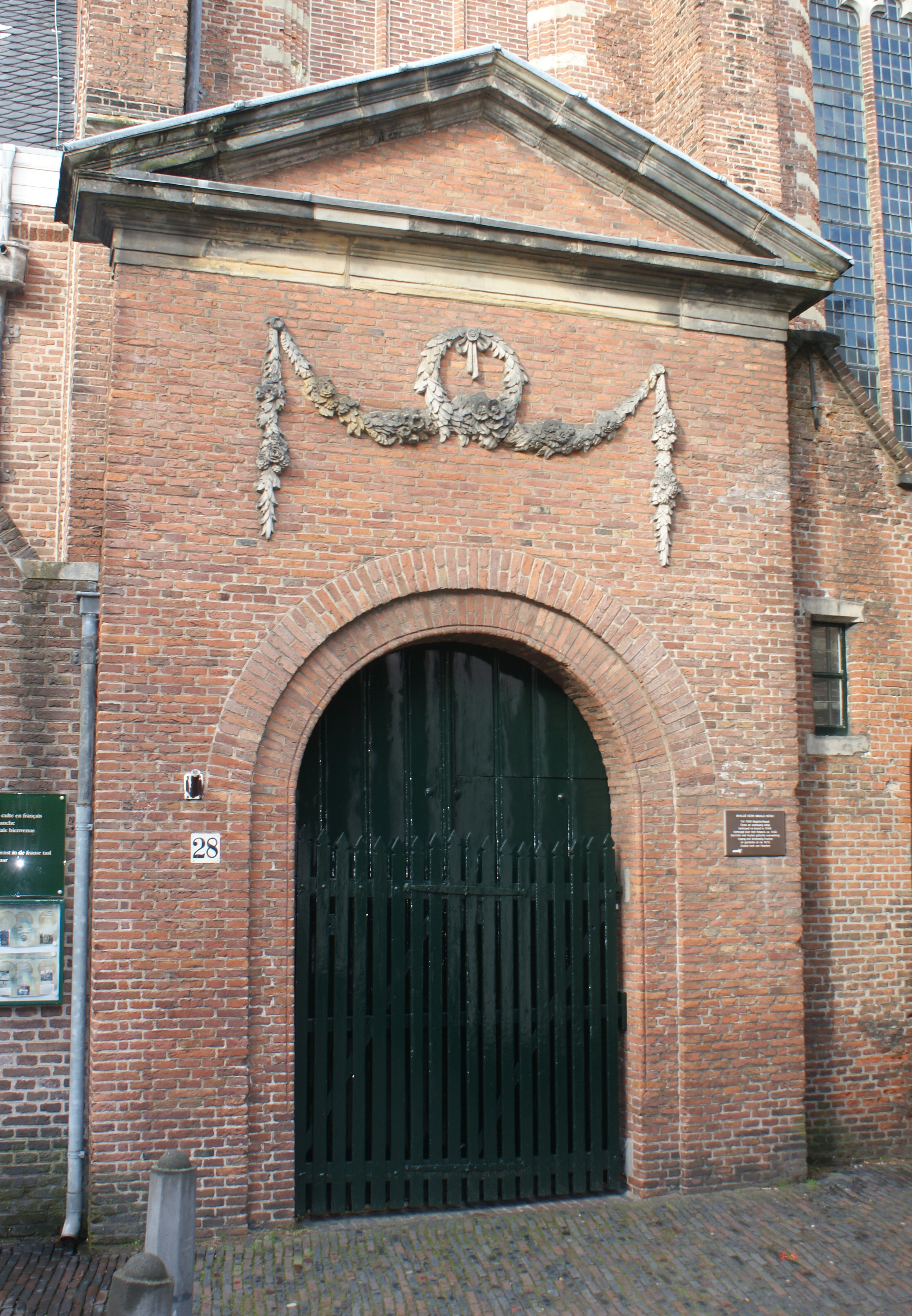
Ingang
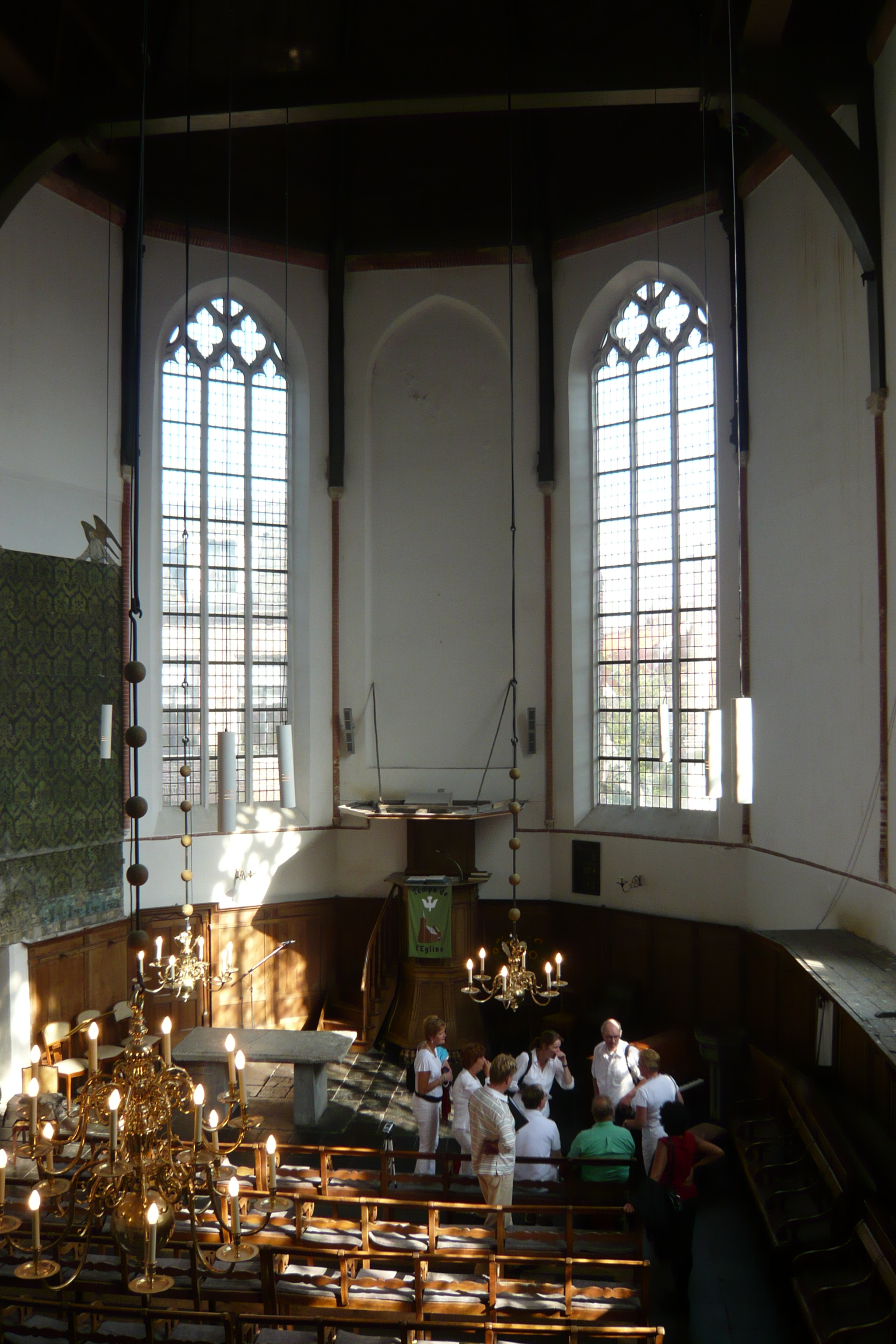
Interieur met preekstoel
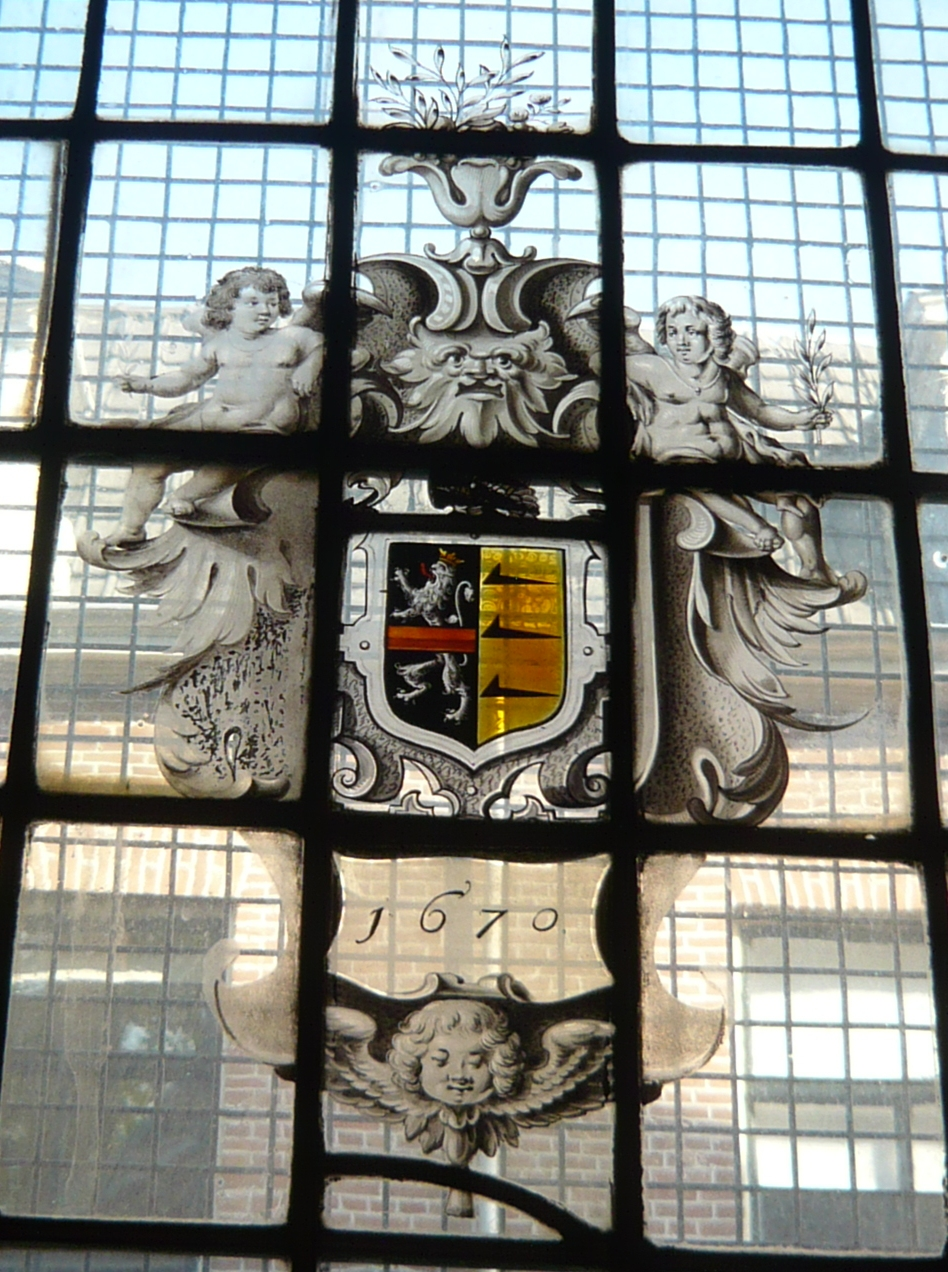
Gebrandschilderd raam met datering 1670